# Eleição municipal de Angra dos Reis em 2012
A eleição municipal da cidade brasileira de Angra dos Reis em 2012 ocorreu no dia 07 de outubro de 2012, como parte do conjunto de eleições municipais no Brasil que ocorreram no mesmo ano. Na ocasião, foram eleitos um prefeito, vice-prefeito e 14 vereadores para a Câmara Municipal da cidade.
A campanha eleitoral contou com a participação de apenas 2 candidatos a prefeito. O prefeito em exercício, Tuca Jordão, do PMDB, não concorreu a reeleição pois estava inelegível após decisão de 2010 do Tribunal Regional Eleitoral do Rio de Janeiro. O primeiro turno foi realizado em 07 de outubro de 2012. Conceição Rabha, candidata pelo PT, foi eleita com 47.100 votos (52,42% dos votos válidos), seguida de Fernando Jordão, do PMDB, que obteve 42.750 votos (47,58%). Conceição Rabha foi a primeira mulher a ser eleita prefeita de Angra dos Reis.
Na Câmara dos Vereadores, 244 candidatos concorreram ao pleito e 14 foram eleitos. Dentre os vereadores eleitos, 4 foram reeleitos. Os partidos que conquistaram o maior número de assentos foram PMDB e PT, com 3 assentos cada. Jorge Eduardo Mascote foi o candidato mais votado, recebendo 3.462 votos (4,2% dos votos validos).  Os candidatos eleitos tomaram posse em 1 de janeiro de 2013 para exercerem um mandato de quatro anos.

## Candidaturas para a prefeitura
| Nº      | Prefeito(a)  | Prefeito(a)     | Prefeito(a)       | Vice-prefeito(a) | Vice-prefeito(a) | Vice-prefeito(a) | Vice-prefeito(a)  | Coligação Partido(s)                                                                  |
| Nº      | Candidato(a) | Candidato(a)    | Partido Federação | Candidato(a)     | Candidato(a)     | Candidato(a)     | Partido Federação | Coligação Partido(s)                                                                  |
| ------- | ------------ | --------------- | ----------------- | ---------------- | ---------------- | ---------------- | ----------------- | ------------------------------------------------------------------------------------- |
| 13      |              | Conceição Rabha | PT                |                  |                  | Leandro Silva    | PT                | Juntos Para Cuidar de Angra PDT PT PTN PPS DEM PSDC PHS PTC PSB PV PRP PSDB PPL PTdoB |
| 15      |              | Fernando Jordão | PMDB              |                  |                  | Aurélio          | PMDB              | Angra No Coração PRB PP PTB PMDB PSL PSC PR PRTB PSD PCdoB                            |
| Fontes: |              |                 |                   |                  |                  |                  |                   |                                                                                       |

## Candidatos à vereança
| Coligação                                           | Partido | Partido | Candidaturas |
| --------------------------------------------------- | ------- | ------- | ------------ |
| Juntos Para Cuidar de Angra (28 candidatos)         |         | PT      | 26           |
| Juntos Para Cuidar de Angra (28 candidatos)         |         | PPL     | 2            |
| PRB-PTB-PRTB (27 candidatos)                        |         | PRB     | 14           |
| PRB-PTB-PRTB (27 candidatos)                        |         | PTB     | 9            |
| PRB-PTB-PRTB (27 candidatos)                        |         | PRTB    | 4            |
| Angra No Coração (26 candidatos)                    |         | PMDB    | 25           |
| Angra No Coração (26 candidatos)                    |         | PSC     | 1            |
| Amor A Angra (26 candidatos)                        |         | PDT     | 18           |
| Amor A Angra (26 candidatos)                        |         | PV      | 6            |
| Amor A Angra (26 candidatos)                        |         | PTC     | 2            |
| Angra Quer Voltar A Sorrir (26 candidatos)          |         | PSDC    | 10           |
| Angra Quer Voltar A Sorrir (26 candidatos)          |         | PRP     | 6            |
| Angra Quer Voltar A Sorrir (26 candidatos)          |         | DEM     | 5            |
| Angra Quer Voltar A Sorrir (26 candidatos)          |         | PSDB    | 5            |
| Angra Sempre (24 candidatos)                        |         | PP      | 13           |
| Angra Sempre (24 candidatos)                        |         | PCdoB   | 11           |
| Força Eleitoral Renovadora Angrense (24 candidatos) |         | PHS     | 10           |
| Força Eleitoral Renovadora Angrense (24 candidatos) |         | PSB     | 9            |
| Força Eleitoral Renovadora Angrense (24 candidatos) |         | PTN     | 5            |
| Simples Como Você (24 candidatos)                   |         | PPS     | 13           |
| Simples Como Você (24 candidatos)                   |         | PTdoB   | 11           |
| Unidos Por Angra (17 candidatos)                    |         | PSD     | 14           |
| Unidos Por Angra (17 candidatos)                    |         | PSL     | 3            |
| Sem coligação                                       |         | PR      | 17           |
| Sem coligação                                       |         | PSOL    | 5            |
| Fontes:                                             |         |         |              |

## Resultados da eleição

### Prefeito
| Candidato(a) a prefeito  | Candidato(a) a prefeito  | Candidato(a) a vice-prefeito | Primeiro turno 07 de outubro de 2012 | Primeiro turno 07 de outubro de 2012 |
| Candidato(a) a prefeito  | Candidato(a) a prefeito  | Candidato(a) a vice-prefeito | Total                                | Percentagem                          |
| ------------------------ | ------------------------ | ---------------------------- | ------------------------------------ | ------------------------------------ |
|                          | Conceição Rabha (PT)     | Leandro Silva (PT)           | 47.100                               | 52,42%                               |
|                          | Fernando Jordão (PMDB)   | Aurélio (PMDB)               | 42.750                               | 47,58%                               |
| Total de votos válidos   | Total de votos válidos   | Total de votos válidos       | 89.850                               | 89.850                               |
| Votos apurados           |                          |                              |                                      |                                      |
| Votos válidos            | Votos válidos            | Votos válidos                | 89.850                               | 93,23%                               |
| Votos em branco          | Votos em branco          | Votos em branco              | 2.220                                | 2,3%                                 |
| Votos nulos              | Votos nulos              | Votos nulos                  | 4.302                                | 4,46%                                |
| Total de votos apurados  | Total de votos apurados  | Total de votos apurados      | 96.372                               | 96.372                               |
| Eleitores                |                          |                              |                                      |                                      |
| Comparecimentos          | Comparecimentos          | Comparecimentos              | 96.372                               | 82,05%                               |
| Abstenções               | Abstenções               | Abstenções                   | 21.084                               | 17,95%                               |
| Total de eleitores aptos | Total de eleitores aptos | Total de eleitores aptos     | 117.456                              | 117.456                              |
| Total de seções: 330     |                          |                              |                                      |                                      |
| Fontes:                  |                          |                              |                                      |                                      |

### Composição da Câmara Municipal
|                          |                          |                 |                 |          |         |
| Nº                       | Partido                  | Votos populares | Votos populares | Assentos | ±       |
| Nº                       | Partido                  | Votos           | %               | Assentos | ±       |
| 13                       | PT                       | 15.436          | 17,31%          | 3        | Estável |
| 15                       | PMDB                     | 14.900          | 16,71%          | 3        | 2       |
| 22                       | PR                       | 13.482          | 15,12%          | 2        | Estável |
| 55                       | PSD                      | 9.202           | 10,32%          | 2        | 2       |
| 65                       | PCdoB                    | 6.350           | 7,12%           | 2        | Estável |
| 12                       | PDT                      | 6.413           | 7,19%           | 1        | 1       |
| 10                       | PRB                      | 5.025           | 5,64%           | 1        | Estável |
| 11                       | PP                       | 3.798           | 4,26%           | 0        | -       |
| 31                       | PHS                      | 3.298           | 3,7%            | 0        | 1       |
| 14                       | PTB                      | 1.924           | 2,16%           | 0        | -       |
| 43                       | PV                       | 1.270           | 1,42%           | 0        | -       |
| 23                       | PPS                      | 1.256           | 1,41%           | 0        | -       |
| 40                       | PSB                      | 1.124           | 1,26%           | 0        | -       |
| 27                       | PSDC                     | 1.063           | 1,19%           | 0        | -       |
| 19                       | PTN                      | 1.038           | 1,16%           | 0        | -       |
| 25                       | DEM                      | 842             | 0,94%           | 0        | 1       |
| 70                       | PTdoB                    | 752             | 0,84%           | 0        | -       |
| 45                       | PSDB                     | 503             | 0,56%           | 0        | -       |
| 28                       | PRTB                     | 462             | 0,52%           | 0        | -       |
| 44                       | PRP                      | 384             | 0,43%           | 0        | -       |
| 17                       | PSL                      | 226             | 0,25%           | 0        | -       |
| 50                       | PSOL                     | 205             | 0,23%           | 0        | -       |
| 54                       | PPL                      | 98              | 0,11%           | 0        | -       |
| 20                       | PSC                      | 50              | 0,06%           | 0        | -       |
| 36                       | PTC                      | 50              | 0,06%           | 0        | -       |
| Total de votos válidos   | Total de votos válidos   | 89.151          | 89.151          | 14       | 14      |
| Votos apurados           |                          |                 |                 | 14       | 14      |
| Total de votos válidos   | Total de votos válidos   | 89.151          | 92,51%          | 14       | 14      |
| Votos em branco          | Votos em branco          | 2.883           | 2,99%           | 14       | 14      |
| Votos nulos              | Votos nulos              | 4.338           | 4,5%            | 14       | 14      |
| Total de votos apurados  | Total de votos apurados  | 96.372          | 96.372          | 14       | 14      |
| Eleitores                |                          |                 |                 | 14       | 14      |
| Comparecimentos          | Comparecimentos          | 96.372          | 82,05%          | 14       | 14      |
| Abstenções               | Abstenções               | 21.084          | 17,95%          | 14       | 14      |
| Total de eleitores aptos | Total de eleitores aptos | 117.456         | 117.456         | 14       | 14      |
| Fontes:                  |                          |                 |                 |          |         |

### Vereadores eleitos
| Candidato(a) | Candidato(a)            | Partido | Votos | Votos       | Cidade de origem      | Unidade federativa/País |
| Candidato(a) | Candidato(a)            | Partido | Total | Percentagem | Cidade de origem      | Unidade federativa/País |
| ------------ | ----------------------- | ------- | ----- | ----------- | --------------------- | ----------------------- |
|              | Jorge Eduardo Mascote   | PMDB    | 3.462 | 4,2%        | Angra dos Reis        | Rio de Janeiro          |
|              | Eduardo Godinho         | PT      | 2.622 | 3,18%       | Angra dos Reis        | Rio de Janeiro          |
|              | Dr. Jose Antonio        | PCdoB   | 2.321 | 2,82%       | Campos dos Goytacazes | Rio de Janeiro          |
|              | Carlinhos Santo Antonio | PMDB    | 2.194 | 2,66%       | Angra dos Reis        | Rio de Janeiro          |
|              | Sargento Thimoteo       | PR      | 2.168 | 2,63%       | Rio de Janeiro        | Rio de Janeiro          |
|              | Claudinho               | PR      | 1.865 | 2,26%       | Angra dos Reis        | Rio de Janeiro          |
|              | Dra. Cassia             | PSD     | 1.850 | 2,25%       | Angra dos Reis        | Rio de Janeiro          |
|              | Lia                     | PT      | 1.684 | 2,05%       | Angra dos Reis        | Rio de Janeiro          |
|              | Marco Aurélio           | PMDB    | 1.574 | 1,91%       | Angra dos Reis        | Rio de Janeiro          |
|              | Chapinha Do Sindicato   | PSD     | 1.504 | 1,83%       | Passa Vinte           | Minas Gerais            |
|              | Helinho Do Sindicato    | PCdoB   | 1.492 | 1,81%       | Angra dos Reis        | Rio de Janeiro          |
|              | Fabio Macedo            | PT      | 1.454 | 1,77%       | São João de Meriti    | Rio de Janeiro          |
|              | Jairo Do Posto De Saúde | PRB     | 977   | 1,19%       | Belo Horizonte        | Minas Gerais            |
|              | Jean                    | PDT     | 938   | 1,14%       | Rio de Janeiro        | Rio de Janeiro          |
| Fontes:      |                         |         |       |             |                       |                         |